# Граф Бедфорд

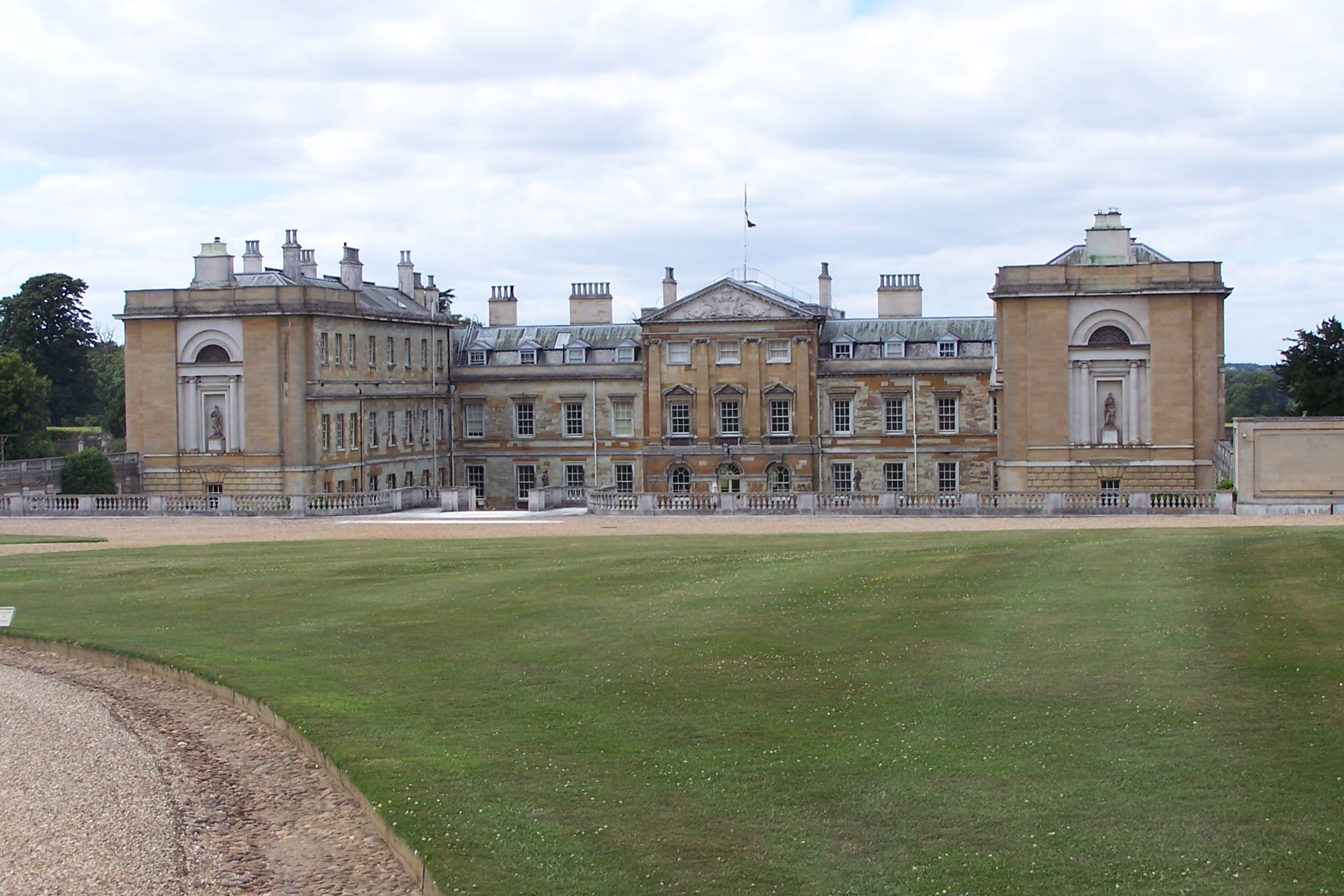
Вубернское аббатство — главная резиденция современных графов и герцогов Бедфорд

Граф Бедфорд (англ. Earl of Bedford) — старинный графский титул в системе дворянских титулов Англии, существующий и в настоящее время. Впервые титул графа Бедфорда был учреждён в 1137 году для Гуго де Бомона, члена аристократического рода Бомонов, доминировавших при дворе короля Стефана Блуаского в период феодальной анархии середины XII века. Вторая креация титула состоялась в 1366 году, когда графом Бедфорд стал северофранцузский дворянин Ангерран VII де Куси, женившийся на дочери английского короля Эдуарда III. Однако уже спустя несколько лет Ангерран отказался от титула. В XV веке несколько раз учреждался титул герцога Бедфорда для различных членов королевской фамилии. Современные графы Бедфорд относятся к третьей креации титула, состоявшейся в 1551 году для Джона Рассела, соратника Генриха VIII и лорда-адмирала Англии. В 1694 году Уильям Рассел, 5-й граф Бедфорд, был возведён в достоинство герцога Бедфорда. Его потомки из дома Расселов продолжают носить титулы графов и герцогов Бедфорд до настоящего времени. Они также обладают титулами маркиза Тавистока (учреждён в 1694 году), барона Рассела из Чейниса (1539), барона Рассела из Торнхау (1603) и барона Хоуленда из Стретема (1695, все — в системе пэрства Англии). Главная резиденция герцогов и графов Бедфорд из дома Расселов — Вубернское аббатство в Бедфордшире.

## История титула
Титул графа Бедфорда был первым титулом, учреждённым королём Стефаном Блуаским. В конце 1137 года им был пожалован Гуго де Бомон (р. 1106), младший брат двух крупных англонормандских магнатов, занимавших ведущие места при дворе короля — Роберта, графа Лестера, и Галерана, графа де Мёлана. Стефан был крайне заинтересован в поддержке влиятельного дома де Бомон в условиях разгоравшейся гражданской войны в Англии со сторонниками императрицы Матильды, поэтому активно раздавал земли и титулы представителям этого рода. Однако титул графа Бедфорда просуществовал недолго: Гуго де Бомону не удалось закрепиться в Бедфордшире и удержать за собой замок Бедфорд, на который претендовали члены дома де Бошан, поддерживавшие императрицу, а других земельных владений у Гуго де Бомона практически не было. В результате к 1141/1142 гг. титул прекратил существование.

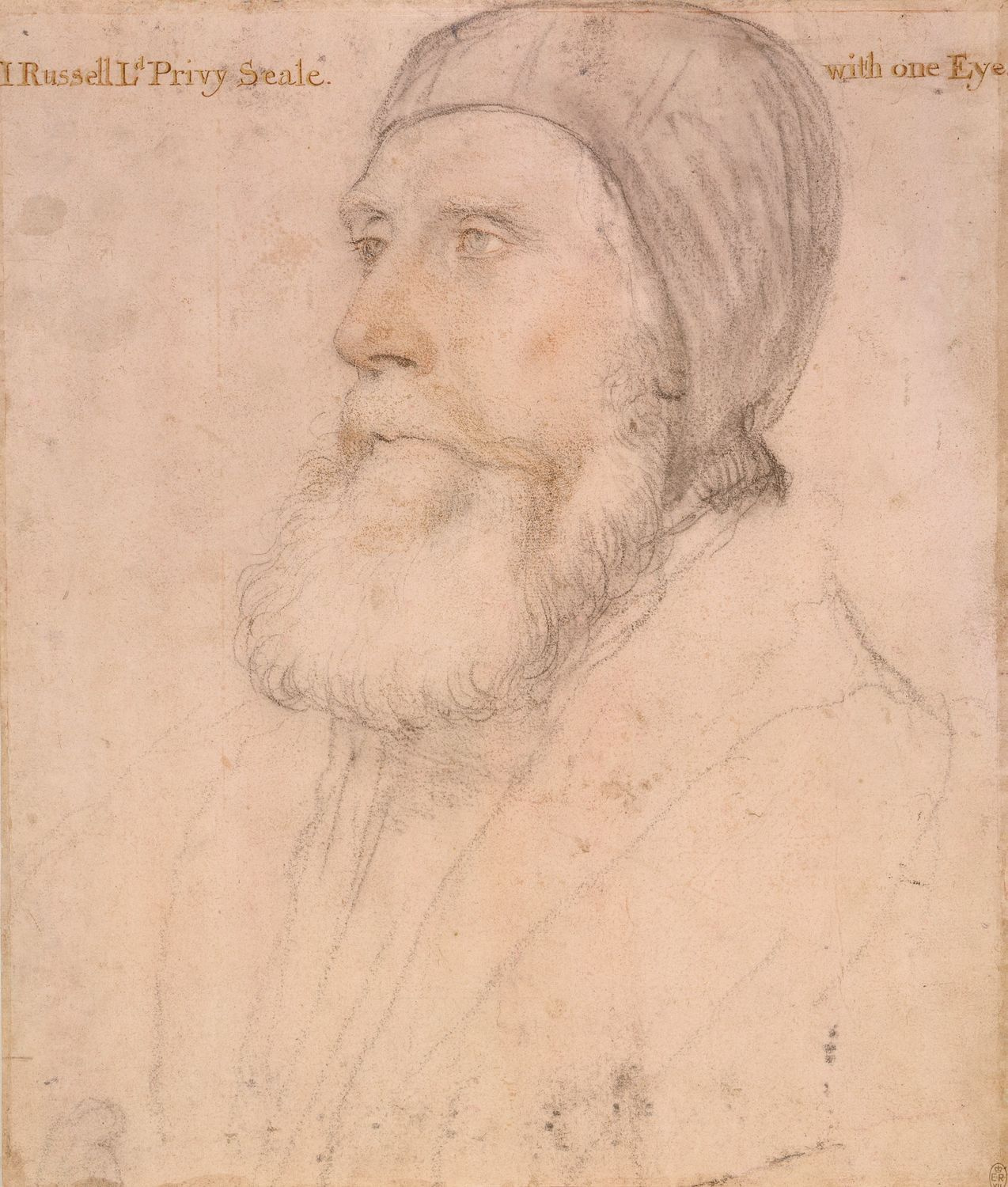
Джон Рассел, 1-й граф Бедфорд.

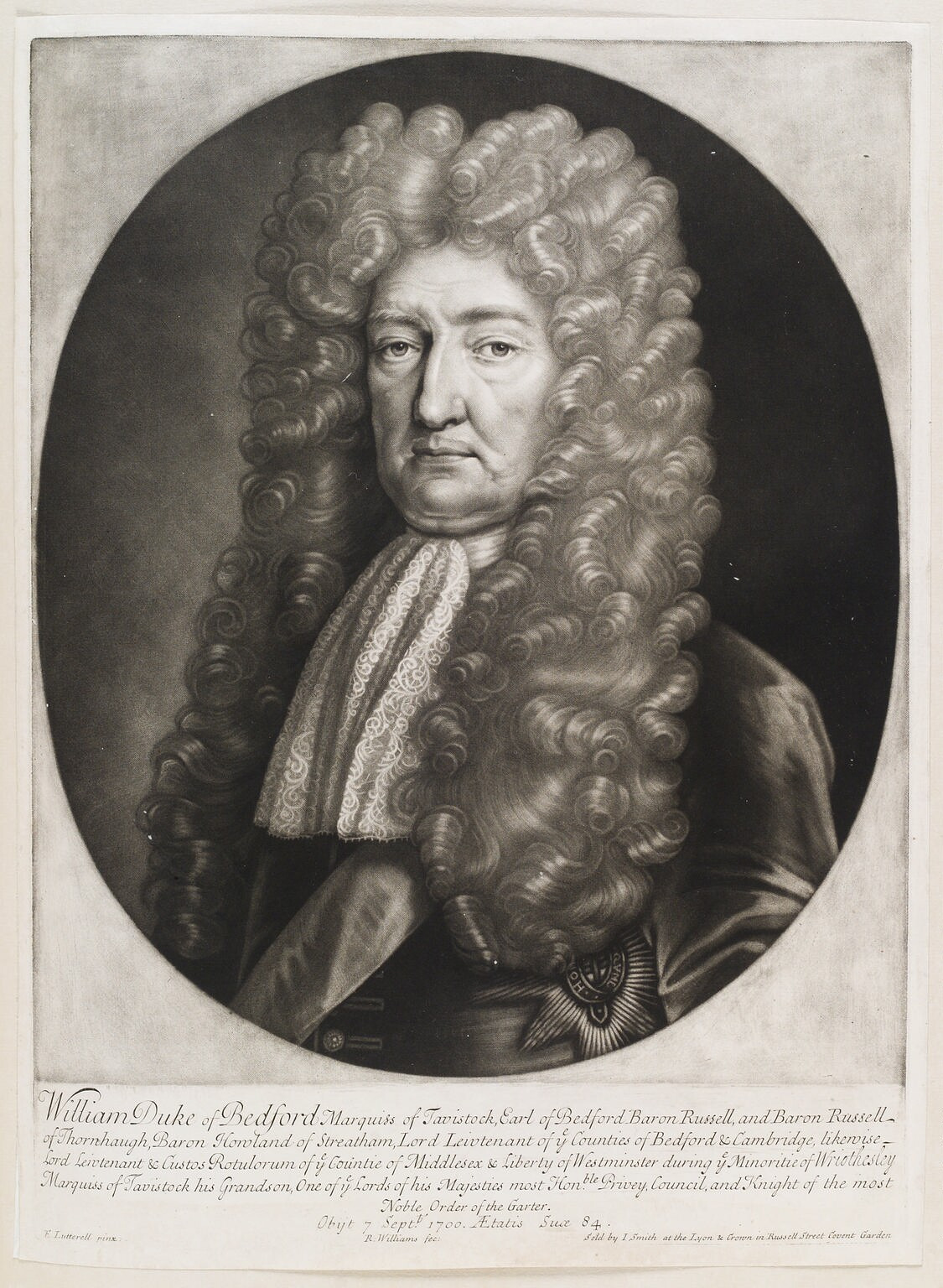
Уильям Рассел, 5-й граф и 1-й герцог Бедфорд.

Вторая креация титула состоялась в 1366 году. Графом Бедфорда стал северофранцузский дворянин Ангерран VII де Куси (1340—1397), попавший в Англию в качестве заложника за уплату выкупа за короля Иоанна II Доброго, который в 1365 году женился на Изабелле, дочери английского короля Эдуарда III. Вместе с рукой принцессы Ангерран получил обширные владения в Северной Англии, став таким образом вассалом двух воюющих между собой королей. Ангеррану удавалась балансировать между английским и французским престолом, но после смерти Эдуарда III в 1377 году ему пришлось сделать окончательный выбор. В результате он отказался от всех земель в Англии и титула графа Бедфорда, но сохранил родовые владения во Франции.
Современные носители титула графа Бедфорда принадлежат к дворянскому роду Расселов. В 1551 году этот титул был пожалован Джону Расселу (ум. 1555), крупному государственному деятелю периода правления Генриха VIII, одно время бывшему лордом-адмиралом Англии и лордом-хранителем малой королевской печати. В процессе роспуска монастырей Джон Рассел приобрёл обширные земельные владения, включающие аббатства Вуберн в Бедфордшире и Тависток в Девоне, а в 1552 году — лондонский Ковент-Гарден. Его сын Фрэнсис Рассел, 2-й граф Бедфорд (ум. 1585), состоял на дипломатической службе при королеве Елизавете I. Внук последнего Фрэнсис Рассел, 4-й граф Бедфорд (1593—1641), играл значительную роль в политической борьбе в канун Английской революции XVII века, возглавляя умеренную часть парламентской партии и выступая за заключение мира с Шотландией. Он также покровительствовал Иниго Джонсу, который перестроил для Бедфорда Вубернское аббатство. Его сын Уильям Рассел, 5-й граф Бедфорд (1616—1700), в период гражданской войны между роялистами и парламентской партией несколько раз менял политические лагеря: в 1642 году он в составе парламентских войск участвовал в битве при Эджхилле, в 1643 году — на стороне короля в осаде Глостера и первой битве при Ньюберне, а затем вновь примкнул к «круглоголовым». Уильям Рассел пережил протекторат Кромвеля и реставрацию Стюартов. В 1683 году по подозрению в соучастии в заговоре против короля был казнён сын графа Бедфорда лорд Уильям Рассел. После «Славной революции» этот приговор был признан недействительным, а в качестве компенсации графу в 1694 году были пожалованы титулы герцога Бедфорда и маркиза Тавистока. Его потомки продолжают носить титулы графа и герцога Бедфорда до настоящего времени.
Действующим носителем титула является Эндрю Иан Генри Рассел (р. 1962), 15-й герцог и 19-й граф Бедфорд, который также обладает титулами маркиза Тавистока, барона Рассела из Чейниса, барона Рассела из Торнхау и барона Хоуленда из Стретема. В отношении его сына и наследника Генри Робина Чарльза Рассела (р. 2005) в качестве «титула учтивости» используется титул маркиза Тавистока. Резиденцией графов и герцогов Бедфорд до настоящего времени является аббатство Вуберн в Бедфордшире.

## Список графов Бедфорд

Герб дома де Бомон

Герб Ангеррана VII де Куси

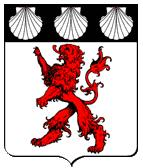
Герб дома Рассел

### Граф Бедфорд, первая креация (1137)
- Гуго де Бомон (р. 1106), младший брат Роберта де Бомона, 2-го графа Лестер, и Галерана IV, графа де Мёлана, титул прекратил существование в 1141/1142 гг.

### Граф Бедфорд, вторая креация (1366)
- Ангерран VII де Куси (1340—1397), женат на Изабелле, дочери Эдуарда III, короля Англии, отказался от титула в 1377 году.

### Граф Бедфорд, третья креация (1551)
- Джон Рассел, 1-й граф Бедфорд (1485—1555), барон Рассел (с 1538), советник английского короля Генриха VIII, лорд-адмирал Англии (1540—1542), лорд-хранитель малой королевской печати (1542—1555);
- Фрэнсис Рассел, 2-й граф Бедфорд (1527—1585), сын предыдущего;
- Эдуард Рассел, 3-й граф Бедфорд (1572—1627), внук предыдущего;
- Фрэнсис Рассел, 4-й граф Бедфорд (1593—1641), барон Рассел из Торнхау (с 1613), двоюродный брат предыдущего;
- Уильям Рассел, 5-й граф Бедфорд (1616—1700), герцог Бедфорд и маркиз Тависток (c 1694), барон Хоуленд из Стретема (с 1695), сын предыдущего.

О последующих графах Бедфорд см.: Герцог Бедфорд.